# Конмин (ван Корё)
Конми́н-ван (кор. 공민왕, 恭愍王, Gongmin-wang) или Муджо́н — правитель, 31-й государь (ван) корейского государства Корё, правивший в 1351—1374 годах. Имя — Чон (кор. 전, 顓, Jeon). Монгольское имя — Баян-Тэмур (кор. Пэганчхопмога, хангыль 백안첩목아, ханча 伯顔帖木兒).
Посмертные титулы — Конмин инмун ыйму ёнджи мённёль Кёнхё-тэван.

## Биография
Воспитывался в Юаньской империи, женился на монгольской принцессе Ногук, и, вернувшись на родину, занял престол. Пользуясь упадком в государстве Юань, начал антиюаньскую реформу. Добился независимости Корё и восстановил титул императора[прояснить]. Проводил политику продвижения на север для восстановления территории Корё.

Конмин-ван — последний реформатор династии Корё, государь, правивший страной в сложный период её истории, когда в конце XIV века некогда могущественная империя Юань стала приходить в упадок, что позволило Корё продолжить борьбу за независимость. 

### Начало реформ
Конмин-ван, родившийся в 1330 году, был вторым сыном Чхунсук-вана и младшим братом Чхунхе-вана. В возрасте 12 лет он был отправлен в Юань в качестве заложника, откуда вернулся через 10 лет вскоре после отстранения от власти его племянника — короля Чхунчжона. После двух неудачных попыток занять трон Конмин-ван решил, наконец, жениться на монгольской принцессе Ногук, что открыло ему путь к престолу. В 21-летнем возрасте он стал 31-м правителем Корё и начал проводить курс, направленный против ослабевшей Юань.
В первый год своего правления Конмин-ван отменил монгольские обычаи, насаждавшиеся в Корё, такие как ношение монгольских причёсок и одежды. В 1356 году он разгромил группировку промонгольских чиновников, упразднил монгольское наместничество Ссансон[неизвестный термин] на северо-востоке и присоединил к Корё значительные территории, ранее захваченные монголами. В 1369—1370 гг. Корё трижды снаряжало военные экспедиции на полуостров Ляодун. В результате было окончательно упразднено Восточное наместничество (Тоннёнбу), и монголы были изгнаны из Ляодуна.
Ван назначил на должность главного министра буддийского монаха Синдона, через которого провел земельную реформу. Земли и ноби (рабы) были изъяты у могущественных кланов и возвращены их прежним владельцам.

### Несостоявшийся реформатор
Реформаторская политика Конмин-ван встретила противодействие могущественных кланов из проюаньской группировки. В 1359 году в Корё вторглась крестьянская армия Красных повязок, восставшая в Китае против монголов. В условиях противодействия сильных домов, в разоренной внешними набегами стране начатые реформы продолжать стало невозможным. А в 1365 году умерла родами королева Ногук, всегда поддерживавшая монарха во всех его начинаниях. Охваченный отчаянием монарх утратил прежний интерес к управлению страной, что дало возможность монаху Синдону укрепить своё влияние при королевском дворе. Однако это вызвало недовольство аристократии, которая в конце концов расправилась и с ваном, и с монахом. В 1374 году Конмин-ван пал от рук собственных охранников, сыновей из богатых и могущественных кланов.
После смерти Конмин-вана произошел возврат к крайне реакционной политике[какой?] сильных домов, приведшей в итоге к падению тысячелетней династии Корё. Её история закончилась в 1392 г. на короле Конъян-ване, одном из наследников короля Конмин-вана.

### Внешняя политика
Корё имело вассальные отношения с империи Юань.  Поэтому Конмин-ван женился на юаньской принцессе Ногук (позднее королева Индок ? - 1365). Но после ослабления империи Юань начал борьбу за независимость. Установил дипломатические отношение с новой империи Мин и Японией. 1372 году отправил Чон Мон Чжу в Мин для установления и развития межгосударственных отношений.Примерно в то время, как вегу (waegu, японские пираты) вторглись на корейский полуостров, Чон был отправлен в качестве делегата в 1377 году. Его переговоры привели к обещаниям японской помощи в разгроме пиратов. Он ездил в китайскую столицу в 1384 и начал переговоры с империей Мин в 1385 году. Он также основал институт,[какой?] который был посвящен теории конфуцианства.

## Семья
- Отец: Чхунсук-ван
- Мать: королева Гонвон из клана Хон из Намяна (18 июля 1298 — январь 1380)[4]
- Жёны и дети:

1. Борджигин Будашири, принцесса Ногук, посмертно известная как королева Индок (?-16 февраля 1365)[5][6][7] — Нет детей, умерла при родах.
2. Супруга Хё из клана  Ли из Кёнджу (?-3 февраля 1408)[8][9][10][11] — Нет детей.
3. Супруга Лик из клана Хан[12] (даты неизвестны)[13]
  1. Леди[неизвестный термин] Хон (?-1376) — дочь от Хон Рёна, одного из гомосексуальных охранников Конмина[источник не указан 2469 дней].
4. Супруга Син из клана Ём из Сохона (даты неизвестны)[10][14][15] — Нет детей.
5. Супруга Чон из клана Ан из Чукчу [16] (?-1428)[10][17][18][19] — Нет детей.
6. Дворцовая девушка из клана Хан (даты неизвестны) — Нет детей.
7. Банъя (?-март 1376)[20]
  1. Монино [источник не указан 2469 дней].

## Образ в культуре
Образ вана Конмина сыграли южнокорейские актёры:
- Им Хёк (임혁) в телесериале «Основание государства» (1983, KBS TV)
- Чон Бусок (정보석) в телесериале «Син Дон» (2005—2006, MBC TV)
- Чу Джинмо́ в фильме «Ледяной цветок» (2008)
- Рю Докхва́н[англ.] в телесериале «Вера» (2012)
- Рю Тэджун (류태준) в телесериале «Великий прорицатель» (2012—2013, SBS TV)
- Чхве Джонми́н в телесериале «Императрица Ки» (2013—2014).